# Степанов, Владимир Александрович (футболист)
Владимир Александрович Степанов (5 (18) февраля 1910, Москва, Российская империя — 4 октября 1981, там же) — советский футболист, нападающий, один из лидеров «довоенного» клуба «Спартак» Москва. Чемпион III Летней Рабочей Олимпиады в Антверпене (1937, Бельгия) и победитель Международного Кубка Мира в Париже (1937, Франция). Заслуженный мастер спорта СССР (1948), заслуженный тренер СССР (1957).

## Биография
Воспитанник дворового футбола, начинал играть в клубе им. Русакова. Затем выступал за московские клубы «Медики», «Геофизика». Один год отыграл за ЦДКА.
С 1934 года выступал за «Спартак» Москва. Был капитаном команды.
В 1942 году ему трамваем отрезало ступни ног.
— Ребята, спартаковцы, отметили победу. Попросили защитника Толю Сеглина провести Володю – немножко выпивший был. А Сеглин не доглядел. Степанов отправился домой один, повис на трамвайной ступеньке. Ноги поехали – и соскользнули под колёса…
После перенесённых увечий, Степанов был вынужден завершить карьеру. Он остался в клубе, став тренером МГС «Спартак», а затем два года проработал в тренерском штабе «Спартака». В 1943—1962 годах работал тренером в «Спартак-клубная».
В 1963—1964 годах вместе с В. В. Кублицким работал в команде «Спартак» Орёл.
В 1965—1970 — вновь тренер «Спартак-клубная».
Скончался 4 октября 1981 года в Москве. Похоронен на Ваганьковском кладбище.

## Достижения
- Чемпионат СССР:

Чемпион (3): 1936 (осень), 1938, 1939.
Серебряный призёр (1): 1937.
Бронзовый призёр (2): 1936 (весна), 1940.

- Обладатель Кубка СССР 1938  1939.
- Победитель Всемирной Рабочей Олимпиады (Антверпен): 1937.
- Победитель Международного Кубка Мира (Париж): 1937.

## Награды
- Медаль «За трудовую доблесть» (27.04.1957) — «за успехи, достигнутые в деле развития массового физкультурного движения в стране, повышения мастерства советских спортсменов, и успешное выступление на международных соревнованиях»